# Diaboliumbilicus
Diaboliumbilicus — рід грибів. Назва вперше опублікована 1955 року.

## Класифікація
До роду Diaboliumbilicus відносять 3 види:
- Diaboliumbilicus mirabile
- Diaboliumbilicus mirabilis
- Diaboliumbilicus mirabils